# 虎邱镇
虎邱镇是中国福建省泉州市安溪县下辖的一个镇。

## 名称由来
虎邱镇[oo5-khu-tin3]得名于镇政府所在地的湖邱村。湖邱四面环山，形状似湖。后因苏州名胜虎丘而雅化为“虎邱”。

## 行政区划
虎邱镇共辖18个行政村，分别是：
湖邱村、湖东村、湖西村、竹园村、芳亭村、金榜村、仙景村、美亭村、福井村、文美村、少坑村、林东村、高村村、石山村、双格村、罗岩村、美庄村、双都村、良种场、竹园林场。